# Réaction de Tollens
La réaction de Tollens est une réaction caractéristique des aldéhydes.
Ceci du fait des propriétés d'oxydabilité des aldéhydes, que n'ont pas les cétones. Elle est découverte par le chimiste Bernhard Tollens.

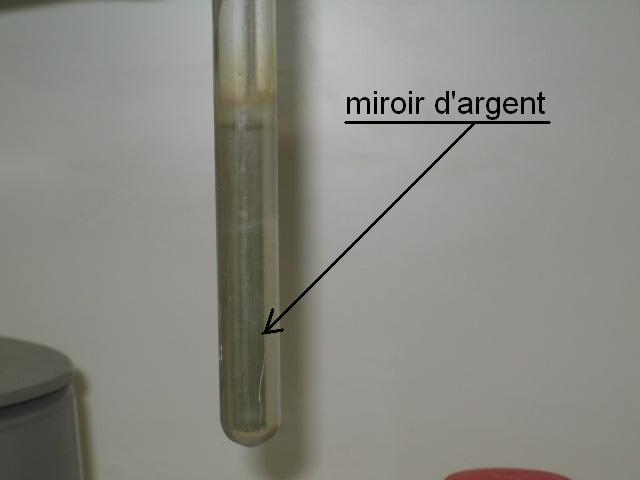

## Réactif de Tollens
Pour l'essentiel la solution de Tollens est un complexe de nitrate d'argent en solution ammoniacale ([Ag(NH3)2]+ ; NO3−). Au cours de la réaction l'ion argent I oxyde l'aldéhyde pour donner un ion carboxylate selon la réaction bilan d'oxydo-réduction générale :
R-CHO + 2Ag+(aq)  + 3HO− → RCOO− + 2Ag(s) + 2H2O
Un dépôt d’argent se forme alors sur les parois évoquant un miroir. Cette réaction s’appelle aussi « test du miroir d'argent ».
Il s'agit d'un procédé d'argenture utilisé par exemple pour les boules des sapins de Noël.
Les cétones qui ne peuvent être oxydées en acide carboxylique ne réagissent pas au test de Tollens. Font exception certaines α-hydroxycétones qui ont un aldéhyde pour tautomère.
Le test de la liqueur de Fehling peut également être utilisé, il est spécifique aux aldéhydes également. Un autre test avec la 2,4-DNPH est par contre positif sur les aldéhydes et les cétones. Il est caractéristique de la fonction carbonyle.